# 埃斯特利亚
埃斯特利亚（西班牙語：Estella）是西班牙纳瓦拉的一个市镇。总面积15平方公里，总人口13024人（2001年），人口密度868人/平方公里。

## 友好城市
- 法國 圣让皮耶德波尔

## 图集

埃斯特利亚 - Estella - Lizarra
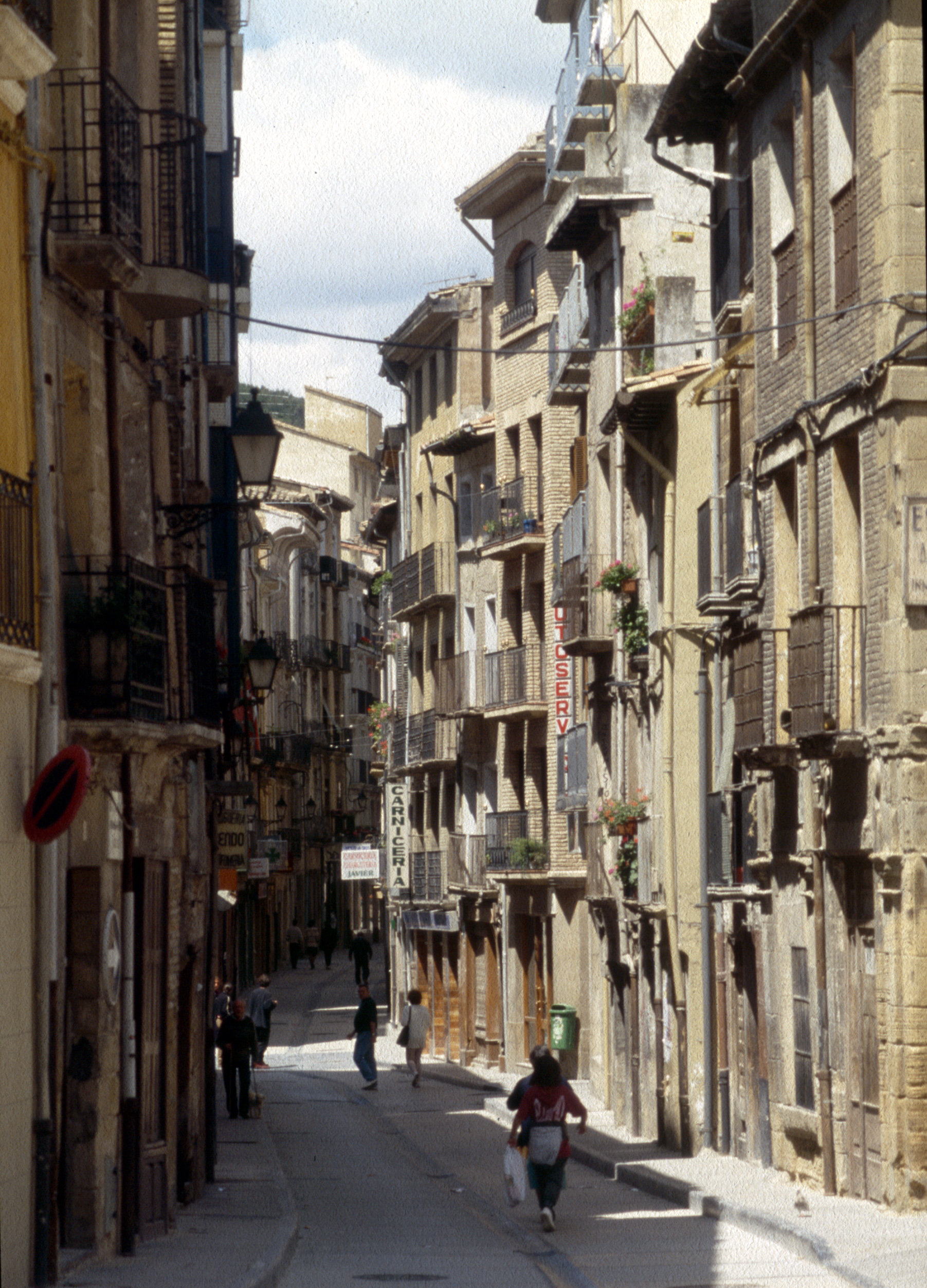
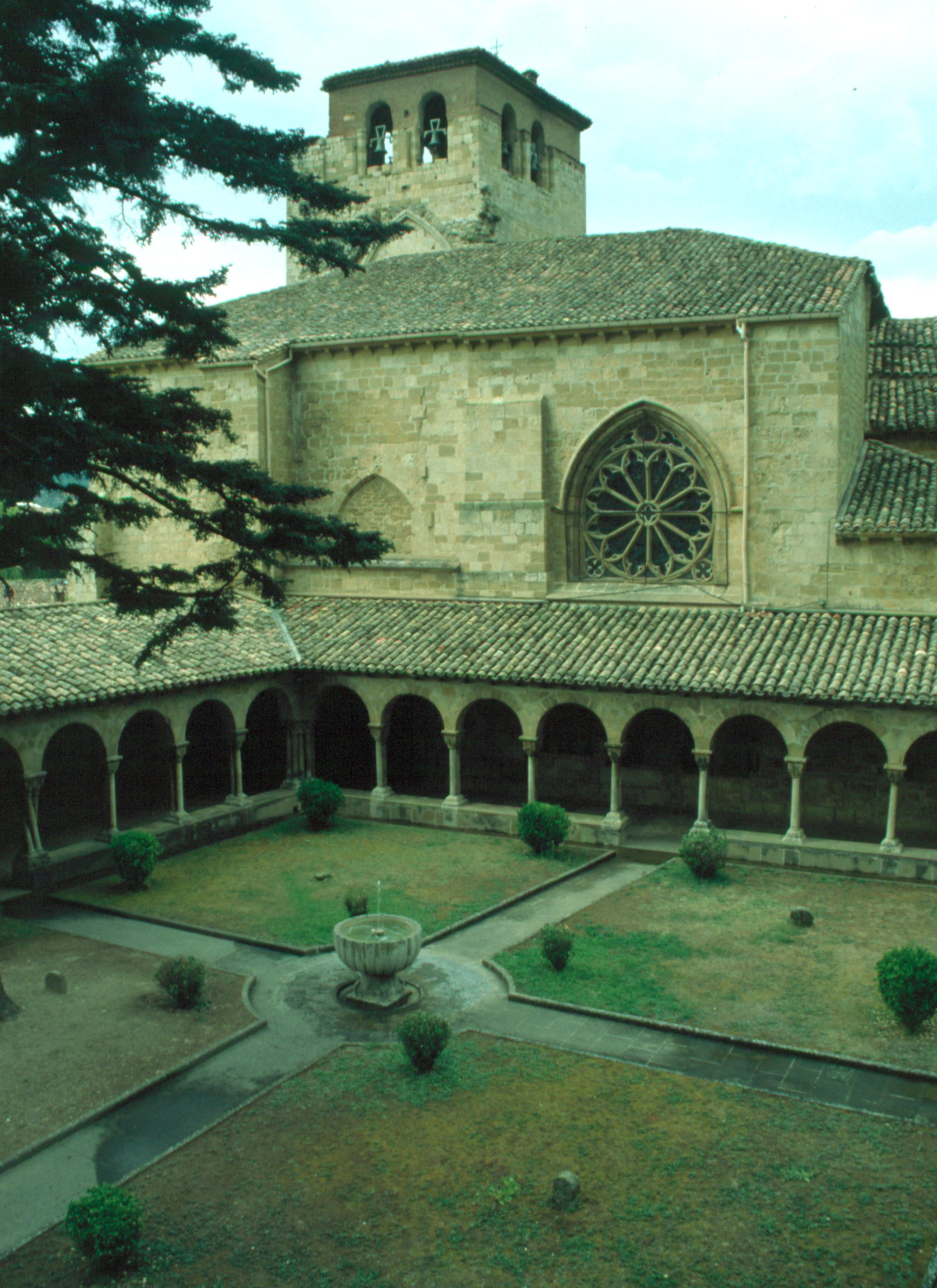
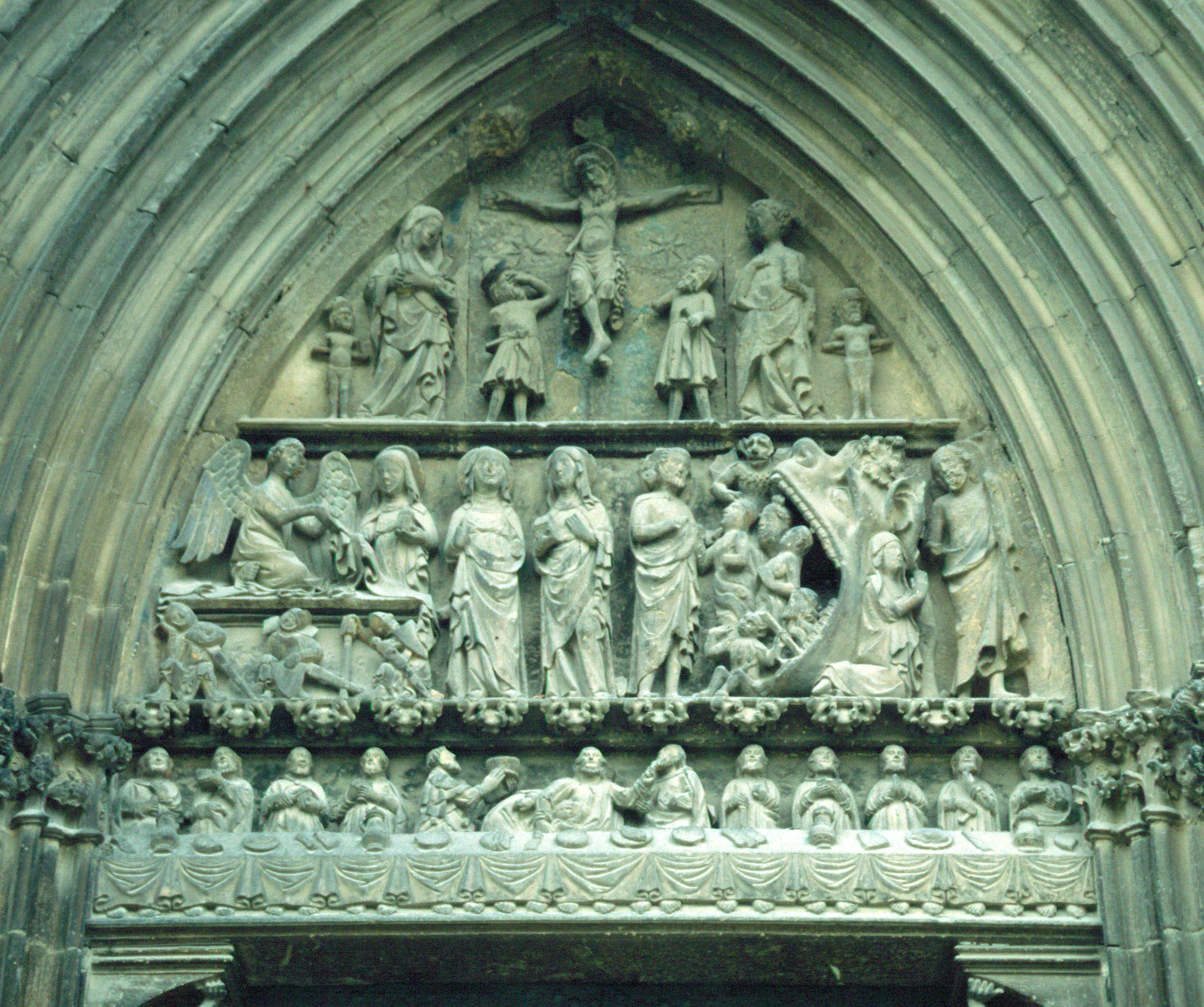
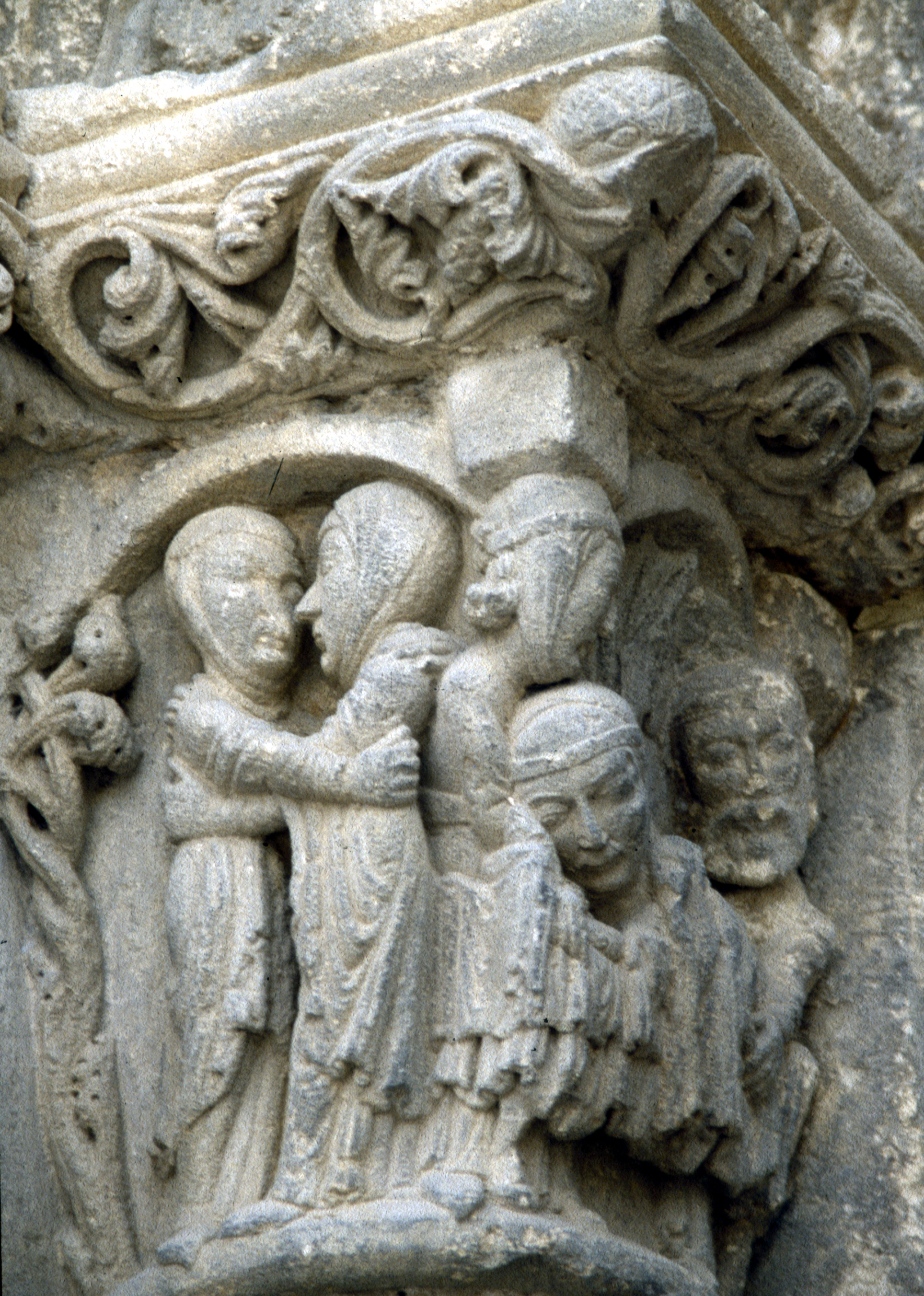
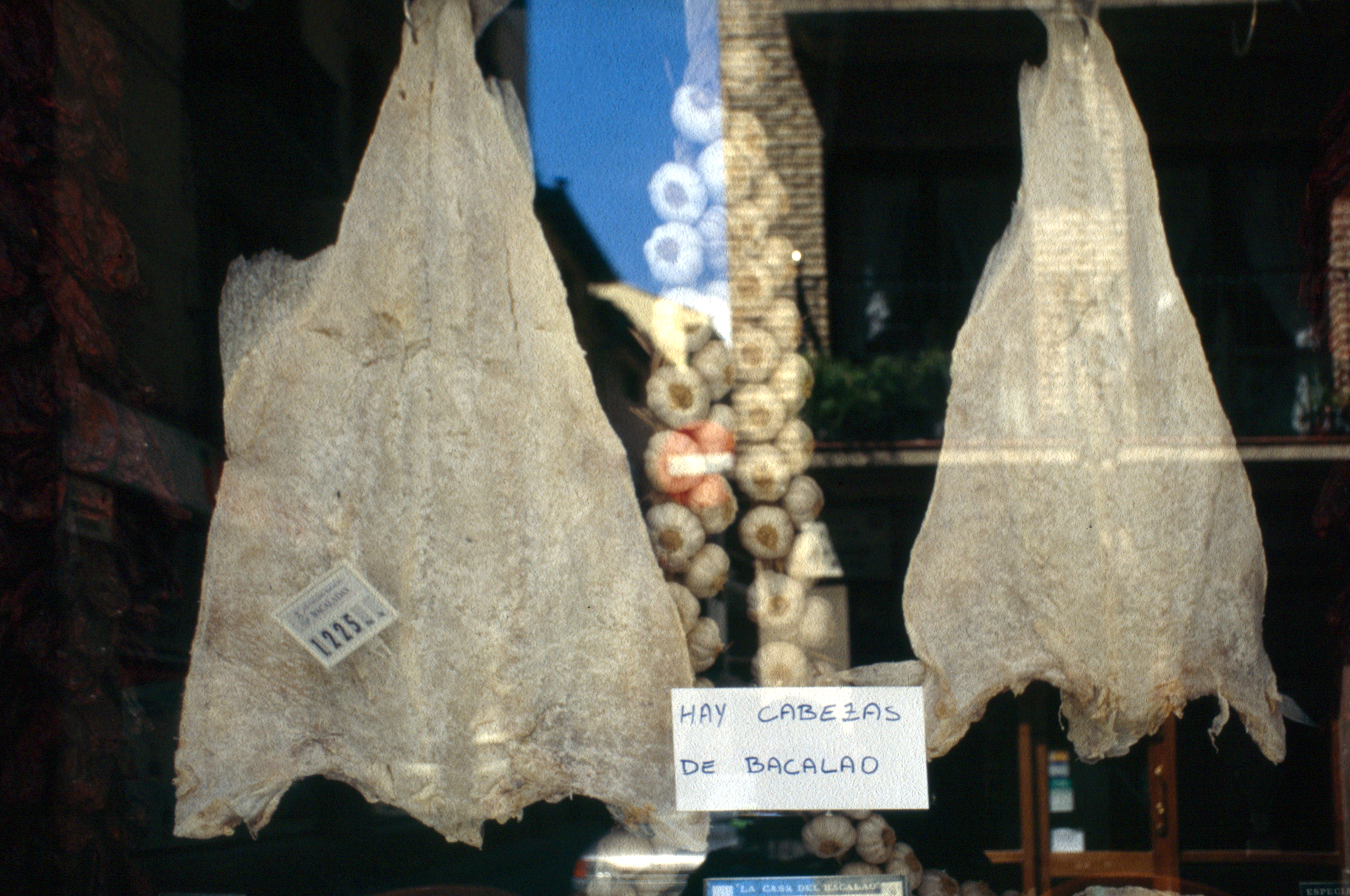